# Оболицько-2
Оболицько-2 (рос. Оболицко-2) — присілок в Шимському районі Новгородської області Російської Федерації.
Населення становить 6 осіб. Входить до складу муніципального утворення Подгоське сільське поселення.

## Історія
Від 2004 року входить до складу муніципального утворення Подгоське сільське поселення.

## Населення
| 2010 |
| ---- |
| 6    |